# 多瓣核果茶属
多瓣核果茶属（学名：Parapyrenaria）是茶科下的一个属。该属仅有一种，分布于中国海南岛。